# Segunda División B 2016-2017
La Segunda División B 2016-2017 è stata la 40ª edizione del campionato di calcio spagnolo di terza divisione ad avere questa denominazione. Il campionato vede la partecipazione di 80 squadre raggruppate in quattro gironi: tre (i gruppi II, III e IV) di venti e uno di diciannove, raggruppate prevalentemente secondo un criterio geografico.
Le prime quattro di ogni gruppo sono ammesse ai play-off, suddivisi in due fasi, per la promozione in Segunda División, mentre solo le vincitrici dei gironi possono contendersi il titolo di Campione di Segunda División B. Le ultime quattro di ogni gruppo (tre nel primo girone), invece, retrocedono in Tercera División. Sono previsti anche i play-out per le sedicesime che si affrontano in due semifinali. Le vincenti si salvano, mentre le sconfitte vengono relegate nel quarto livello del calcio spagnolo.

## Gruppo 1

### Squadre
| Squadra           | Città           | Stadio                         |
| ----------------- | --------------- | ------------------------------ |
| Arandina          | Aranda de Duero | El Montecillo                  |
| Boiro             | Boiro           | Barraña                        |
| Burgos            | Burgos          | Estadio El Plantío             |
| Caudal            | Mieres          | Estadio Hermanos Antuña        |
| Celta Vigo B      | Vigo            | Barreiro                       |
| Coruxo            | Vigo            | O Vao                          |
| Guijuelo          | Guijuelo        | Municipal de Guijuelo          |
| Izarra            | Estella         | Estadio Merkatondoa            |
| Lealtad           | Villaviciosa    | Les Caleyes                    |
| Leonesa           | León            | Stadio Municipal Reino de León |
| Mutilvera         | Aranguren       | Valle Arangure                 |
| Osasuna B         | Pamplona        | Tajonar                        |
| Palencia          | Palencia        | Estadio Nueva Balastera        |
| Ponferradina      | Ponferrada      | Estadio El Toralín             |
| Pontevedra        | Pontevedra      | Estadio Municipal de Pasarón   |
| Racing Ferrol     | Ferrol          | la Malata                      |
| Racing Santander  | Santander       | El Sardinero                   |
| Somozas           | As Somozas      | Pardiñas                       |
| Tudelano          | Tudela          | Estadio Ciudad de Tudela       |
| Real Valladolid B | Valladolid      | Anexos José Zorrilla           |

### Classifica
|  | Pos. | Squadra           | Pt | G  | V  | N  | P  | GF | GS | DR  |
|  | ---- | ----------------- | -- | -- | -- | -- | -- | -- | -- | --- |
|  | 1.   | Leonesa           | 86 | 38 | 21 | 11 | 6  | 56 | 28 | +28 |
|  | 2.   | Racing Santander  | 86 | 38 | 21 | 10 | 7  | 60 | 28 | +32 |
|  | 3.   | Celta Vigo B      | 84 | 38 | 20 | 12 | 6  | 48 | 23 | +25 |
|  | 4.   | Pontevedra        | 60 | 38 | 18 | 12 | 8  | 50 | 28 | +22 |
|  | 5.   | Ponferradina      | 55 | 38 | 15 | 13 | 10 | 47 | 39 | +8  |
|  | 6.   | Real Valladolid B | 54 | 38 | 17 | 6  | 15 | 35 | 35 | 0   |
|  | 7.   | Racing Ferrol     | 54 | 38 | 14 | 14 | 10 | 39 | 32 | +7  |
|  | 8.   | Coruxo            | 49 | 38 | 15 | 10 | 13 | 41 | 38 | +3  |
|  | 9.   | Tudelano          | 49 | 38 | 14 | 12 | 12 | 38 | 37 | +1  |
|  | 10.  | Lealtad           | 48 | 38 | 14 | 8  | 16 | 50 | 44 | +6  |
|  | 11.  | Osasuna B         | 47 | 38 | 14 | 8  | 16 | 47 | 55 | –8  |
|  | 12.  | Guijuelo          | 47 | 38 | 13 | 11 | 14 | 35 | 37 | –2  |
|  | 13.  | Izarra            | 46 | 38 | 13 | 9  | 16 | 42 | 49 | -7  |
|  | 14.  | Boiro*            | 45 | 38 | 13 | 7  | 18 | 49 | 51 | –2  |
|  | 15.  | Caudal            | 45 | 38 | 12 | 9  | 17 | 43 | 61 | –18 |
|  | 16.  | Burgos            | 45 | 38 | 11 | 10 | 17 | 33 | 45 | –12 |
|  | 17.  | Mutilvera         | 43 | 38 | 12 | 6  | 20 | 34 | 52 | –18 |
|  | 18.  | Palencia          | 38 | 38 | 10 | 10 | 18 | 44 | 55 | –11 |
|  | 19.  | Arandina          | 32 | 38 | 9  | 11 | 18 | 29 | 42 | –13 |
|  | 20.  | Somozas           | 24 | 38 | 7  | 5  | 26 | 29 | 70 | –41 |

Legenda:

      Qualificate ai play-off promozione
      Qualificata alla Coppa del Re 2016-2017
      Qualificate ai play-out
      Retrocesse in Tercera División 2016-2017
Note:

Tre punti a vittoria, uno a pareggio, zero a sconfitta.
In caso di arrivo di due squadre a pari punti, la graduatoria verrà stilata in base all'ordine dei seguenti criteri:
- Differenza reti negli scontri diretti
- Differenza reti generale
- Reti realizzate in generale

In caso di arrivo di tre o più squadre a pari punti, la graduatoria verrà stilata in base all'ordine dei seguenti criteri:
- Punti negli scontri diretti (classifica avulsa)
- Differenza reti negli scontri diretti
- Differenza reti generale
- Reti realizzate in generale
- Classifica fair-play stilata a inizio stagione

Nel caso un criterio escluda solamente alcune delle squadre, senza quindi determinare l'ordine completo, tali squadre vengono escluse dal criterio successivo, rimanendo così senza possibilità di posizionarsi meglio.

#### Verdetti
- Leonesa qualificata ai play-off campioni.
- Racing Santander, Celta B e Pontevedra qualificate ai play-off delle piazzate.
- Ponferradina e Racing Ferrol qualificate alla Coppa del Re 2017-2018.
- Burgos qualificata ai play-out.
- Mutilvera, Palencia, Arandina e Somozas retrocesse in Tercera División 2017-2018.

Note:
Boiro retrocesso in Tercera División a causa di debiti non pagati ai propri giocatori

### Classifica cannonieri
Aggiornata al 14 maggio 2017.
| Gol | Rigori |  | Giocatore      | Squadra          |
| --- | ------ |  | -------------- | ---------------- |
| 32  |        |  | Borja Iglesias | Celta B          |
| 24  |        |  | Benja Martínez | Leonesa          |
| 23  |        |  | Dani Aquino    | Racing Santander |
| 18  |        |  | Joselu Gómez   | Racing Ferrol    |
| 17  |        |  | Álex Gallar    | Leonesa          |

## Gruppo 2

### Squadre
| Squadra          | Città                      | Stadio                     |
| ---------------- | -------------------------- | -------------------------- |
| Albacete         | Albacete                   | Stadio Carlos Belmonte     |
| Amorebieta       | Amorebieta-Etxano          | Campo Municipal de Urritxe |
| Arenas CD        | Getxo                      | Campo Municipal de Gobela  |
| Barakaldo        | Barakaldo                  | Lasesarre                  |
| Bilbao Athletic  | Bilbao                     | Lezama                     |
| Fuenlabrada      | Fuenlabrada                | Fernando Torres            |
| Gernika          | Gernika                    | Urbieta                    |
| Leioa            | Leioa                      | Estadio Sarriena           |
| Mensajero        | Santa Cruz de la Palma     | Silvestre Carrillo         |
| Navalcarnero     | Navalcarnero               | Mariano Gonzalez           |
| Rayo Majadahonda | Majadahonda                | Estadio Cerro del Espino   |
| Real M. Castilla | Madrid                     | Stadio Alfredo Di Stéfano  |
| Real Sociedad B  | San Sebastián              | Campo Z-7 di Zubieta       |
| Real Unión       | Irun                       | Stadium Gal                |
| S.S. Reyes       | San Sebastián de los Reyes | Estadio Matapiñonera       |
| Sestao River     | Sestao                     | Las Llanas                 |
| Socuéllamos      | Socuéllamos                | Estadio Paquito Jiménez    |
| Toledo           | Toledo                     | Salto del Caballo          |
| UD Logroñés      | Logroño                    | Estadio Las Gaunas         |
| Zamudio          | Zamudio                    | Estadio Udal Kiroldegia    |

### Classifica
|  | Pos. | Squadra          | Pt | G  | V  | N  | P  | GF | GS | DR  |
|  | ---- | ---------------- | -- | -- | -- | -- | -- | -- | -- | --- |
|  | 1.   | Albacete         | 69 | 38 | 20 | 9  | 9  | 64 | 36 | +28 |
|  | 2.   | Toledo           | 65 | 38 | 19 | 8  | 11 | 38 | 34 | +4  |
|  | 3.   | Fuenlabrada      | 63 | 38 | 18 | 9  | 11 | 54 | 42 | +12 |
|  | 4.   | Rayo Majadahonda | 61 | 38 | 16 | 13 | 9  | 43 | 36 | +7  |
|  | 5.   | Leioa            | 60 | 38 | 16 | 12 | 10 | 53 | 42 | +11 |
|  | 6.   | UD Logroñés      | 56 | 38 | 15 | 11 | 12 | 50 | 33 | +17 |
|  | 7.   | Real Unión       | 56 | 38 | 14 | 14 | 10 | 39 | 38 | +1  |
|  | 8.   | Bilbao Athletic  | 56 | 38 | 15 | 11 | 12 | 45 | 33 | +12 |
|  | 9.   | Arenas CD        | 55 | 38 | 14 | 13 | 11 | 50 | 46 | +4  |
|  | 10.  | Real Sociedad B  | 52 | 38 | 13 | 13 | 12 | 55 | 43 | +12 |
|  | 11.  | Real M. Castilla | 51 | 38 | 13 | 12 | 13 | 43 | 47 | -4  |
|  | 12.  | Gernika          | 49 | 38 | 12 | 13 | 13 | 47 | 52 | -5  |
|  | 13.  | Barakaldo        | 49 | 38 | 12 | 13 | 13 | 46 | 42 | +4  |
|  | 14.  | Amorebieta       | 48 | 38 | 13 | 9  | 16 | 47 | 47 | 0   |
|  | 15.  | Navalcarnero     | 47 | 38 | 11 | 14 | 13 | 38 | 42 | –4  |
|  | 16.  | S.S. Reyes       | 47 | 38 | 13 | 8  | 17 | 47 | 51 | –4  |
|  | 17.  | Mensajero        | 46 | 38 | 10 | 16 | 12 | 40 | 47 | –7  |
|  | 18.  | Socuéllamos      | 38 | 38 | 10 | 8  | 20 | 42 | 62 | –20 |
|  | 19.  | Sestao River     | 37 | 38 | 8  | 13 | 17 | 29 | 48 | –19 |
|  | 20.  | Zamudio          | 22 | 38 | 5  | 7  | 26 | 33 | 84 | –51 |

Legenda:

      Qualificate ai play-off promozione
      Qualificata alla Coppa del Re 2016-2017
      Qualificate ai play-out
      Retrocesse in Tercera División 2016-2017
Note:

Tre punti a vittoria, uno a pareggio, zero a sconfitta.
In caso di arrivo di due squadre a pari punti, la graduatoria verrà stilata in base all'ordine dei seguenti criteri:
- Differenza reti negli scontri diretti
- Differenza reti generale
- Reti realizzate in generale

In caso di arrivo di tre o più squadre a pari punti, la graduatoria verrà stilata in base all'ordine dei seguenti criteri:
- Punti negli scontri diretti (classifica avulsa)
- Differenza reti negli scontri diretti
- Differenza reti generale
- Reti realizzate in generale
- Classifica fair-play stilata a inizio stagione

Nel caso un criterio escluda solamente alcune delle squadre, senza quindi determinare l'ordine completo, tali squadre vengono escluse dal criterio successivo, rimanendo così senza possibilità di posizionarsi meglio.

#### Verdetti
- Albacete qualificata ai play-off campioni.
- Toledo, Fuenlabrada e Rayo Majadahonda qualificate ai play-off delle piazzate.
- Leioa e UD Logroñés qualificate alla Coppa del Re 2016-2017.
- San Sebastián de los Reyes qualificata ai play-out.
- Mensajero, Socuéllamos, Sestao River e Zamudio retrocesse in Tercera División 2016-2017.

Note:
UD Logroñés è in vantaggio su Real Unión e Bilbao Athletic per i punti diretti: UD Logroñés 8 punti, Real Unión 7 punti, Bilbao Athletic 1 pt.
Gernika è davanti a Barakaldo per lo scontro testa a testa: Gernika – Barakaldo 2–0, Barakaldo – Gernika 0–1.
Navalcarnero è in vantaggio su San Sebastián de los Reyes per lo scontro diretto: Navalcarnero – San Sebastián de los Reyes 1–1, San Sebastián de los Reyes – Navalcarnero 0–1.

### Classifica cannonieri
Aggiornata al 14 maggio 2017.
| Gol | Rigori |  | Giocatore        | Squadra     |
| --- | ------ |  | ---------------- | ----------- |
| 24  |        |  | Dioni Villalba   | Fuenlabrada |
| 20  |        |  | Héctor Hernández | Albacete    |
| 16  |        |  | Aridane Santana  | Albacete    |
| 14  |        |  | Manuel Coronado  | Toledo      |
| 14  |        |  | Jorge Galán      | Real Unión  |

## Gruppo 3

### Squadre
| Squadra            | Città                     | Stadio                           |
| ------------------ | ------------------------- | -------------------------------- |
| Alcoyano           | Alcoy                     | El Collao                        |
| Atlético Baleares  | Palma di Maiorca          | Balear                           |
| Atlético Levante   | Valencia                  | Ciudad Deportiva                 |
| Atlético Saguntino | Sagunto                   | Nou Camp de Morvedre             |
| Badalona           | Badalona                  | Camp del Centenari               |
| Barcellona B       | Barcellona                | Johan Cruyff Stadium             |
| Cornellà           | Cornellà                  | Nou Camp                         |
| Ebro               | Saragozza                 | Stadio El Carmen                 |
| Eldense            | Elda                      | Nuevo Pepico Amat                |
| Espanyol B         | Barcellona                | Ciutat Esportiva Dani Jarque     |
| Gavà               | Gavà                      | Stadio La Bòbila                 |
| Hércules           | Alicante                  | Stadio José Rico Pérez           |
| L'Hospitalet       | L'Hospitalet de Llobregat | La Feixa Llarga                  |
| Llagostera         | Llagostera                | Estadi Municipal de Llagostera   |
| Lleida             | Lleida                    | Camp d'Esports                   |
| Maiorca B          | Palma de Maiorca          | Ciudad Deportiva Antonio Asensio |
| Prat               | El Prat de Llobregat      | Sagnier                          |
| Sabadell           | Sabadell                  | Estadi de la Nova Creu Alta      |
| Valencia Mestalla  | Valencia                  | Ciudad Deportiva                 |
| Villarreal B       | Vila-real                 | Ciudad Deportiva                 |

### Classifica
|  | Pos. | Squadra            | Pt | G  | V  | N  | P  | GF | GS | DR  |
|  | ---- | ------------------ | -- | -- | -- | -- | -- | -- | -- | --- |
|  | 1.   | Barcellona B       | 73 | 38 | 21 | 10 | 7  | 51 | 30 | +21 |
|  | 2.   | Alcoyano           | 71 | 38 | 20 | 11 | 7  | 62 | 32 | +30 |
|  | 3.   | Valencia Mestalla  | 71 | 38 | 19 | 14 | 5  | 51 | 28 | +23 |
|  | 4.   | Atlético Baleares  | 67 | 38 | 18 | 13 | 7  | 49 | 22 | +27 |
|  | 5.   | Badalona           | 63 | 38 | 18 | 9  | 11 | 46 | 36 | +10 |
|  | 6.   | Villarreal B       | 61 | 38 | 17 | 10 | 11 | 47 | 34 | +13 |
|  | 7.   | Hércules           | 55 | 38 | 15 | 10 | 13 | 49 | 40 | +9  |
|  | 8.   | Lleida             | 53 | 38 | 15 | 8  | 15 | 45 | 39 | +6  |
|  | 9.   | Cornellà           | 53 | 38 | 14 | 11 | 13 | 48 | 47 | +1  |
|  | 10.  | Gavà               | 51 | 38 | 14 | 9  | 15 | 48 | 63 | -15 |
|  | 11.  | Atlético Saguntino | 51 | 38 | 14 | 9  | 15 | 40 | 40 | 0   |
|  | 12.  | Ebro               | 48 | 38 | 12 | 12 | 14 | 50 | 45 | +5  |
|  | 13.  | Maiorca B          | 46 | 38 | 10 | 16 | 12 | 32 | 39 | –7  |
|  | 14.  | Llagostera         | 45 | 38 | 11 | 12 | 15 | 38 | 48 | -10 |
|  | 15.  | Sabadell           | 43 | 38 | 11 | 10 | 17 | 31 | 49 | –18 |
|  | 16.  | Atlético Levante   | 42 | 38 | 11 | 9  | 18 | 29 | 46 | –17 |
|  | 17.  | L'Hospitalet       | 38 | 38 | 7  | 17 | 14 | 34 | 47 | –13 |
|  | 18.  | Espanyol B         | 37 | 38 | 7  | 16 | 15 | 37 | 53 | –16 |
|  | 19.  | Prat               | 35 | 38 | 9  | 8  | 21 | 26 | 54 | –28 |
|  | 20.  | Eldense            | 0  | 38 | 5  | 10 | 23 | 17 | 38 | –21 |

Legenda:

      Qualificate ai play-off promozione
      Qualificata alla Coppa del Re 2016-2017
      Qualificate ai play-out
      Retrocesse in Tercera División 2016-2017
Note:

Tre punti a vittoria, uno a pareggio, zero a sconfitta.
In caso di arrivo di due squadre a pari punti, la graduatoria verrà stilata in base all'ordine dei seguenti criteri:
- Differenza reti negli scontri diretti
- Differenza reti generale
- Reti realizzate in generale

In caso di arrivo di tre o più squadre a pari punti, la graduatoria verrà stilata in base all'ordine dei seguenti criteri:
- Punti negli scontri diretti (classifica avulsa)
- Differenza reti negli scontri diretti
- Differenza reti generale
- Reti realizzate in generale
- Classifica fair-play stilata a inizio stagione

Nel caso un criterio escluda solamente alcune delle squadre, senza quindi determinare l'ordine completo, tali squadre vengono escluse dal criterio successivo, rimanendo così senza possibilità di posizionarsi meglio.

#### Verdetti
- Barcellona B qualificata ai play-off campioni.
- Alcoyano, Valencia Mestalla e Atlético Baleares qualificate ai play-off delle piazzate.
- Badalona, Villarreal B, Hércules e Lleida Esportiu qualificate alla Coppa del Re 2016-2017.
- Atlético Levante qualificato ai play-out.
- Gavà, Maiorca B, L'Hospitalet, Espanyol B, Prat e Eldense retrocesse in Tercera División 2016-2017.

Note:
Badalona è davanti al Villarreal B per lo scontro diretto: Badalona – Villarreal B 1–0, Villarreal B – Badalona 2–2.
Gavà retrocesso in Tercera División a causa di debiti non pagati ai propri giocatori.
L'Atlético Saguntino è in vantaggio sull'Ebro per la differenza reti totale
La prima squadra del Maiorca è retrocessa nella Segunda División B, di conseguenza la squadra di riserve del Maiorca B è automaticamente retrocessa in Tercera División.

### Classifica cannonieri
Aggiornata al 14 maggio 2017.
| Gol | Rigori |  | Giocatore       | Squadra      |
| --- | ------ |  | --------------- | ------------ |
| 26  |        |  | Boris Garrós    | Gavà         |
| 20  |        |  | Carlos Martínez | Villarreal B |
| 18  |        |  | Gerard Oliva    | Badalona     |
| 16  |        |  | Enric Gallego   | Cornellà     |
| 15  |        |  | Dani Romera     | Barcellona B |

## Gruppo 4

### Squadre
| Squadra             | Città                     | Stadio                         |
| ------------------- | ------------------------- | ------------------------------ |
| At. Mancha Real     | Mancha Real               | La Juventud                    |
| Atlético Sanluqueño | Sanlúcar de Barrameda     | Estadio El Palmar              |
| FC Cartagena        | Cartagena                 | Cartagonova                    |
| Córdoba B           | Cordova                   | Ciudad Deportiva Rafael Gómez  |
| El Ejido            | El Ejido                  | Santo Domingo                  |
| Extremadura UD      | Almendralejo              | Stadio Francisco de la Hera    |
| Granada B           | Granada                   | Miguel Prieto                  |
| Real Jaén           | Jaén                      | La Victoria                    |
| Jumilla             | Jumilla                   | La Hoya                        |
| La Roda             | La Roda                   | Estadio Municipal              |
| Linares Deportivo   | Linares                   | Estadio de Linarejoso          |
| Linense             | La Línea de la Concepción | Mun. de La L. de la Concepción |
| Lorca               | Lorca                     | Francisco Artés Carrasco       |
| Marbella FC         | Marbella                  | Estadio Municipal de Marbella  |
| Melilla             | Melilla                   | Municipal Álvarez Claro        |
| Mérida AD           | Merida                    | Romano                         |
| Real Murcia         | Murcia                    | Estadio Nueva Condomina        |
| Recreativo Huelva   | Huelva                    | Nuevo Colombino                |
| San Fernando CD     | San Fernando              | Estadio Bahía Sur              |
| Villanovense        | Villanueva de la Serena   | Estadio Municipal Villanovense |

### Classifica
|  | Pos. | Squadra             | Pt | G  | V  | N  | P  | GF | GS | DR  |
|  | ---- | ------------------- | -- | -- | -- | -- | -- | -- | -- | --- |
|  | 1.   | Lorca               | 77 | 38 | 22 | 11 | 5  | 46 | 17 | +29 |
|  | 2.   | Real Murcia         | 71 | 38 | 21 | 8  | 9  | 56 | 30 | +26 |
|  | 3.   | Villanovense        | 68 | 38 | 17 | 17 | 4  | 53 | 31 | +22 |
|  | 4.   | FC Cartagena        | 63 | 38 | 17 | 12 | 9  | 53 | 31 | +22 |
|  | 5.   | Mérida AD           | 58 | 38 | 15 | 13 | 10 | 56 | 40 | +16 |
|  | 6.   | Melilla             | 56 | 38 | 14 | 14 | 10 | 43 | 41 | +2  |
|  | 7.   | Marbella FC         | 53 | 38 | 12 | 17 | 9  | 40 | 35 | +5  |
|  | 8.   | Granada B           | 52 | 38 | 12 | 16 | 10 | 39 | 41 | -2  |
|  | 9.   | Linense             | 49 | 38 | 12 | 13 | 13 | 34 | 44 | –10 |
|  | 10.  | Jumilla             | 48 | 38 | 14 | 6  | 18 | 46 | 37 | +9  |
|  | 11.  | Córdoba B           | 48 | 38 | 13 | 9  | 16 | 47 | 51 | -4  |
|  | 12.  | Recreativo Huelva   | 47 | 38 | 13 | 8  | 17 | 49 | 56 | –7  |
|  | 13.  | Extremadura UD      | 45 | 38 | 11 | 12 | 15 | 27 | 38 | –11 |
|  | 14.  | El Ejido            | 45 | 38 | 9  | 18 | 11 | 46 | 47 | –1  |
|  | 15.  | San Fernando CD     | 43 | 38 | 11 | 10 | 17 | 36 | 57 | –21 |
|  | 16.  | Linares Deportivo   | 43 | 38 | 9  | 16 | 13 | 39 | 46 | –7  |
|  | 17.  | Atlético Sanluqueño | 41 | 38 | 10 | 11 | 17 | 47 | 53 | –6  |
|  | 18.  | At. Mancha Real     | 41 | 38 | 11 | 8  | 19 | 28 | 48 | –20 |
|  | 19.  | Real Jaén           | 39 | 38 | 6  | 21 | 11 | 42 | 55 | –13 |
|  | 20.  | La Roda             | 28 | 38 | 6  | 10 | 22 | 26 | 55 | –29 |

Legenda:

      Qualificate ai play-off promozione
      Qualificata alla Coppa del Re 2016-2017
      Qualificate ai play-out
      Retrocesse in Tercera División 2016-2017
Note:

Tre punti a vittoria, uno a pareggio, zero a sconfitta.
In caso di arrivo di due squadre a pari punti, la graduatoria verrà stilata in base all'ordine dei seguenti criteri:
- Differenza reti negli scontri diretti
- Differenza reti generale
- Reti realizzate in generale

In caso di arrivo di tre o più squadre a pari punti, la graduatoria verrà stilata in base all'ordine dei seguenti criteri:
- Punti negli scontri diretti (classifica avulsa)
- Differenza reti negli scontri diretti
- Differenza reti generale
- Reti realizzate in generale
- Classifica fair-play stilata a inizio stagione

Nel caso un criterio escluda solamente alcune delle squadre, senza quindi determinare l'ordine completo, tali squadre vengono escluse dal criterio successivo, rimanendo così senza possibilità di posizionarsi meglio.

#### Verdetti
- Lorca qualificata ai play-off campioni.
- Murcia, Villanovense e FC Cartagena qualificate ai play-off delle piazzate.
- Merida AD, Melilla e Marbella qualificate alla Coppa del Re 2016-2017.
- Linares Deportivo qualificata ai play-out.
- Atlético Sanluqueño, Atlético Mancha Real, Real Jaén e La Roda retrocesse in Tercera División 2016-2017.

### Classifica cannonieri
Aggiornata al 14 maggio 2017.
| Gol | Rigori |  | Giocatore         | Squadra              |
| --- | ------ |  | ----------------- | -------------------- |
| 18  |        |  | Víctor Curto      | Murcia               |
| 17  |        |  | Matheus Aias      | Lorca                |
| 17  |        |  | Juanfran Guarnido | Atlético Mancha Real |
| 15  |        |  | Chumbi            | Lorca                |
| 15  |        |  | Antonio Megías    | La Roda              |

## Play-off
I play-off si dividono in due categorie: quello dei campioni (a cui prendono parte i vincitori dei rispettivi raggruppamenti) e quello dei piazzati (cui partecipano le squadre classificatesi tra la seconda e la quarta posizione in tutti e quattro i gironi). Il sorteggio decide le partite che disputeranno i campioni. Le due vincenti vengono promosse direttamente in Segunda División e si scontrano nella finale che decide chi si aggiudicherà il titolo di campione della Segunda División B. Le perdenti delle semifinali finiscono invece nei play-off delle piazzate. Questi constano di tre turni: nel primo le seconde dei raggruppamenti sfidano una quarta ciascuna, mentre le terze giocano tra di loro. Anche in questo caso gli incontri vengono decisi dal sorteggio, il quale fa da arbitro anche per il secondo e il terzo turno. Nel secondo le sei vincenti dei play-off piazzati e le due eliminate da quello campioni giocano per arrivare al terzo turno, il quale decreterà le altre due promosse.
Tutte le sfide vengono disputate in incontri di andata e ritorno. In caso di parità passa la squadra che ha segnato più gol fuori casa. Nel caso questo criterio non decreti un vincitore si giocano due tempi supplementari ed eventualmente si tirano i rigori.

### Verdetti
- Leonesa promosso in Segunda División e campione della Segunda División B 2016-2017.
- Lorca, Barcellona B e Albacete promosse in Segunda División.

### Campioni

#### Semifinali
| Squadra 1    | Totale | Squadra 2 | Andata | Ritorno |
| ------------ | ------ | --------- | ------ | ------- |
| Albacete     | 1 - 1  | Lorca     | 1 - 1  | 0 - 0   |
| Barcellona B | 1 - 4  | Leonesa   | 0 - 2  | 1 - 2   |

#### Finale
| Squadra 1 | Totale | Squadra 2 | Andata | Ritorno |
| --------- | ------ | --------- | ------ | ------- |
| Lorca     | 2 - 4  | Leonesa   | 1 - 1  | 1 - 3   |

### Piazzate

#### Primo turno
| Squadra 1         | Totale | Squadra 2         | Andata | Ritorno |
| ----------------- | ------ | ----------------- | ------ | ------- |
| Atlético Baleares | 3 - 1  | Toledo            | 1 - 0  | 2 - 1   |
| FC Cartagena      | 2 - 0  | Alcoyano          | 0 - 0  | 2 - 0   |
| Pontevedra        | 2 - 4  | Murcia            | 1 - 3  | 1 - 1   |
| Rayo Majadahonda  | 1 - 6  | Racing Santander  | 1 - 3  | 0 - 3   |
| Villanovense      | 2 - 0  | Fuenlabrada       | 1 - 0  | 1 - 0   |
| Celta Vigo B      | 3 - 6  | Valencia Mestalla | 2 - 3  | 1 - 3   |

#### Secondo turno
| Squadra 1         | Totale     | Squadra 2        | Andata | Ritorno    |
| ----------------- | ---------- | ---------------- | ------ | ---------- |
| Atlético Baleares | 2 - 3      | Albacete         | 1 - 1  | 1 - 2(dts) |
| FC Cartagena      | 2 - 2(gfc) | Barcellona B     | 1 - 2  | 1 - 0      |
| Villanovense      | 2 - 4      | Racing Santander | 2 - 0  | 0 - 4      |
| Valencia Mestalla | 2 - 1      | Murcia           | 2 - 1  | 0 - 0      |

#### Terzo turno
| Squadra 1         | Totale | Squadra 2    | Andata | Ritorno |
| ----------------- | ------ | ------------ | ------ | ------- |
| Valencia Mestalla | 0 - 1  | Albacete     | 0 - 1  | 0 - 0   |
| Racing Santander  | 1 - 4  | Barcellona B | 1 - 4  | 0 - 0   |

## Play-out
Le tre quintultime dei raggruppamenti a 20 squadre e la quartultima del I gruppo, quello a 19 squadre (ovvero tutte le sedicesime dei quattro gruppi), dopo previo sorteggio si incontrano in due semifinali. Le perdenti retrocedono in Tercera División, mentre entrambe le vincenti si salvano poiché bisogna recuperare la squadra mancante nel primo girone.
Come nei play-off, tutte le sfide vengono disputate in incontri di andata e ritorno. In caso di parità passa la squadra che ha segnato più gol fuori casa. Nel caso questo criterio non decreti un vincitore si giocano due tempi supplementari ed eventualmente si tirano i rigori.

### Verdetti
- Atlético Levante e Linares Deportivo retrocedono in Tercera División.

#### Semifinali
| Squadra 1        | Totale         | Squadra 2                  | Andata | Ritorno    |
| ---------------- | -------------- | -------------------------- | ------ | ---------- |
| Atlético Levante | 0 - 0(1-3 dcr) | San Sebastián de los Reyes | 0 - 0  | 0 - 0(dts) |
| Burgos           | 2 - 1          | Linares Deportivo          | 0 - 0  | 2 - 1      |